# 西野晃平
西野 晃平（にしの こうへい、1982年4月15日 - ）は、兵庫県出身のサッカー指導者・元プロサッカー選手。現役時代のポジションはフォワード。

## 略歴
1982年、兵庫県に生まれる。神戸市立御影工業高校を卒業後、大分県の日本文理大学工学部電気電子工学科に進学した。
在学中の2004年に特別指定選手として大分トリニータに登録され、翌年に正式に入団した。2005年4月24日の対ヴィッセル神戸戦でプロとしてのリーグ戦初出場を果たし、後半ロスタイムにプロ初シュートが試合の決勝点となるという劇的なデビューを飾った。しかし、2005年の1年間限りで大分を離れ、長期にわたり期限付き移籍されることになる。2006年からの3年間は水戸ホーリーホックに在籍し、エースストライカーとして活躍した。2009年からはファジアーノ岡山に移籍し、4月19日にはカターレ富山に所属する実弟の西野誠との兄弟対決が実現した。
2010年12月11日、現役引退を発表。
2011年に日本文理大学サッカー部のコーチに就任した。2017年に日本文理大学サッカー部の監督に昇格。

## 所属クラブ
- 東舞子FC
- 1995年 - 1997年 神戸市立歌敷山中学校
- 1998年 - 2001年 神戸市立御影工業高等学校
- 2001年 - 2005年 日本文理大学
  - 2004年 大分トリニータ（特別指定選手）
- 2005年 - 2010年 大分トリニータ
  - 2006年 - 2008年 水戸ホーリーホック（期限付き移籍）
  - 2009年 - 2010年 ファジアーノ岡山（期限付き移籍）

## 個人成績
| 国内大会個人成績 | 国内大会個人成績 | 国内大会個人成績 | 国内大会個人成績 | 国内大会個人成績 | 国内大会個人成績 | 国内大会個人成績 | 国内大会個人成績 | 国内大会個人成績 | 国内大会個人成績 | 国内大会個人成績 | 国内大会個人成績 |
| 年度             | クラブ           | 背番号           | リーグ           | リーグ戦         | リーグ戦         | リーグ杯         | リーグ杯         | オープン杯       | オープン杯       | 期間通算         | 期間通算         |
| 年度             | クラブ           | 背番号           | リーグ           | 出場             | 得点             | 出場             | 得点             | 出場             | 得点             | 出場             | 得点             |
| 日本             | 日本             | 日本             | 日本             | リーグ戦         | リーグ戦         | リーグ杯         | リーグ杯         | 天皇杯           | 天皇杯           | 期間通算         | 期間通算         |
| ---------------- | ---------------- | ---------------- | ---------------- | ---------------- | ---------------- | ---------------- | ---------------- | ---------------- | ---------------- | ---------------- | ---------------- |
| 2005             | 大分             | 25               | J1               | 8                | 1                | 2                | 0                | 0                | 0                | 10               | 1                |
| 2006             | 水戸             | 19               | J2               | 35               | 8                | -                | -                | 1                | 0                | 36               | 8                |
| 2007             | 水戸             | 19               | J2               | 38               | 7                | -                | -                | 2                | 0                | 40               | 7                |
| 2008             | 水戸             | 19               | J2               | 27               | 8                | -                | -                | 2                | 0                | 29               | 8                |
| 2009             | 岡山             | 19               | J2               | 34               | 9                | -                | -                | 0                | 0                | 34               | 9                |
| 2010             | 岡山             | 19               | J2               | 12               | 2                | -                | -                | 1                | 0                | 13               | 2                |
| 通算             | 日本             | 日本             | J1               | 8                | 1                | 2                | 0                | 0                | 0                | 10               | 1                |
| 通算             | 日本             | 日本             | J2               | 146              | 34               | -                | -                | 6                | 0                | 152              | 34               |
| 総通算           | 総通算           | 総通算           | 総通算           | 154              | 35               | 2                | 0                | 6                | 0                | 162              | 35               |

- 特別指定選手としての出場は無し。

### その他試合
- 2009年： 第13回 北九州市長杯争奪北九州招待サッカー大会 1得点

## 指導歴
- 2011年 - 日本文理大学サッカー部
  - 2011年 - 2016年 コーチ
  - 2017年 - 監督